# محافظة تشامباساك
 محافظة تشامباساك (لاو:ຈຳປາສັກ) و (بالإنجليزية: Champasak)‏ هي محافظة تابعة لجمهورية لاوس الديموقراطية الشعبية تقع في
جنوب لاوس بالقرب من الحدود التايلاندية والكمبودية يقدر عدد سكان المحافظة وفقا لإحصاء عام 2001 بحوالي 500994 نسمة يعتبر نهر ميكونغ الذي يشكل حدود طبيعة للمحافظة مع تايلاند.

## التقسيمات الإدارية
- تنقسم المحافظة إلى 9 تقسيمات إدارية كمقاطعات (بلديات)

| 1. مقاطعة باتشيانجتشاليونسوك 2. مقاطعة تشامبساك 3. مقاطعة خونغ 4. مقاطعة باكسي 5. مقاطعة باكسونج 6. مقاطعة باثومفوني | 1. مقاطعة فونثونج 2. مقاطعة سانسومبون 3. مقاطعة سوخوما |

## المواصلات
المطار الدولي الرئيسي في المحافظة والواقع في عاصمة المحافظة باكسي يسمي مطار باكسي الدولي ويربط المحافظة بعدة وجهات إلى كمبوديا وفيتنام وتايلاند ووجهات داخلية .

## معرض صور

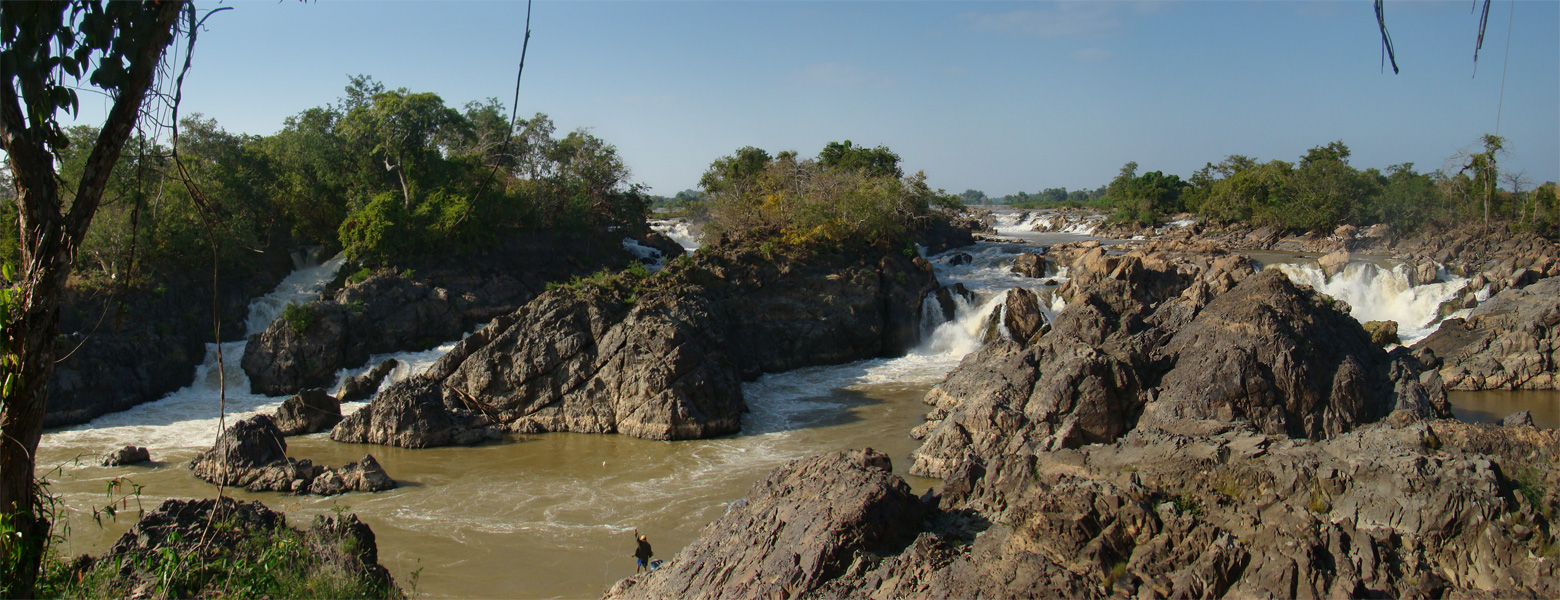
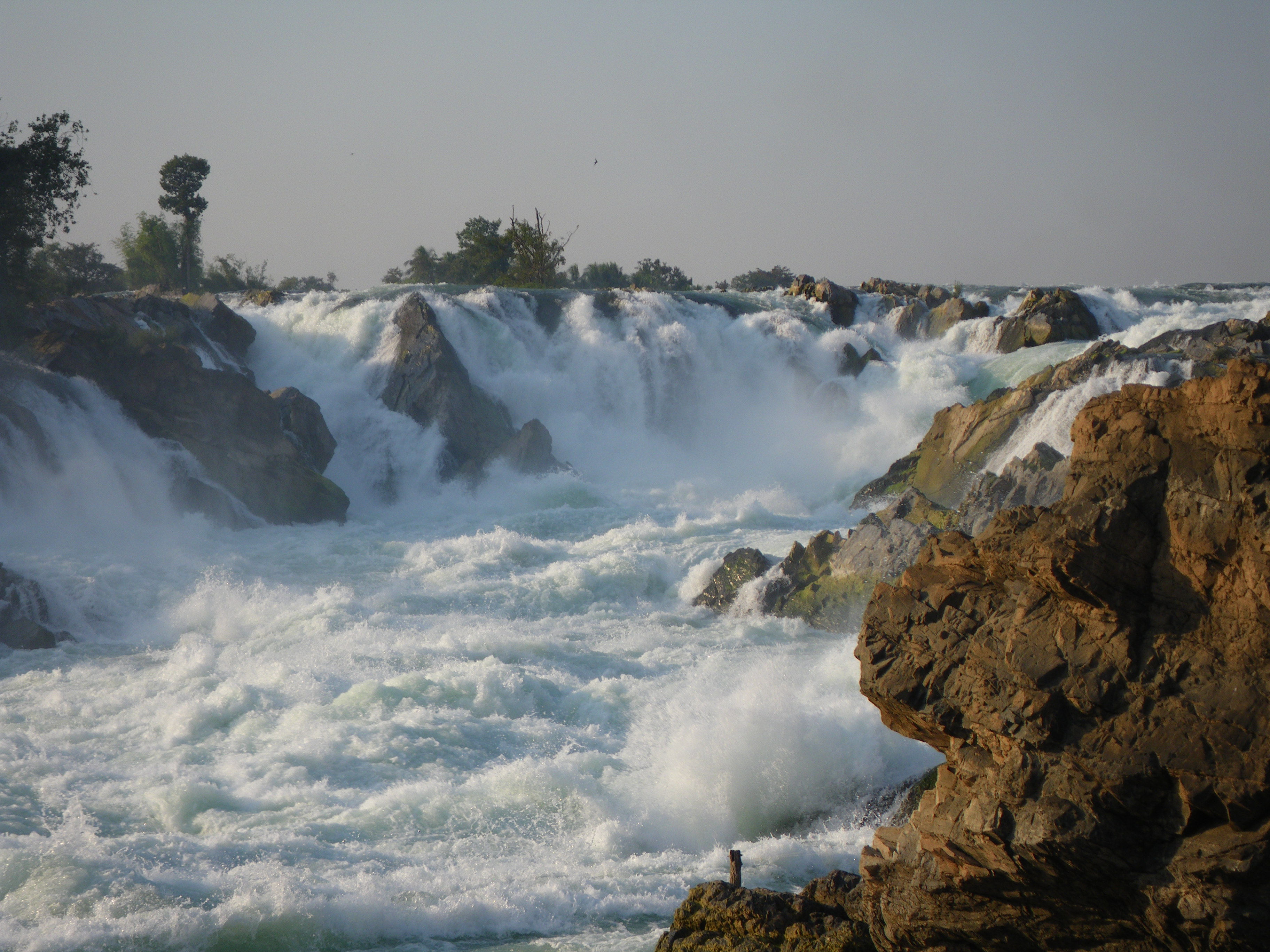
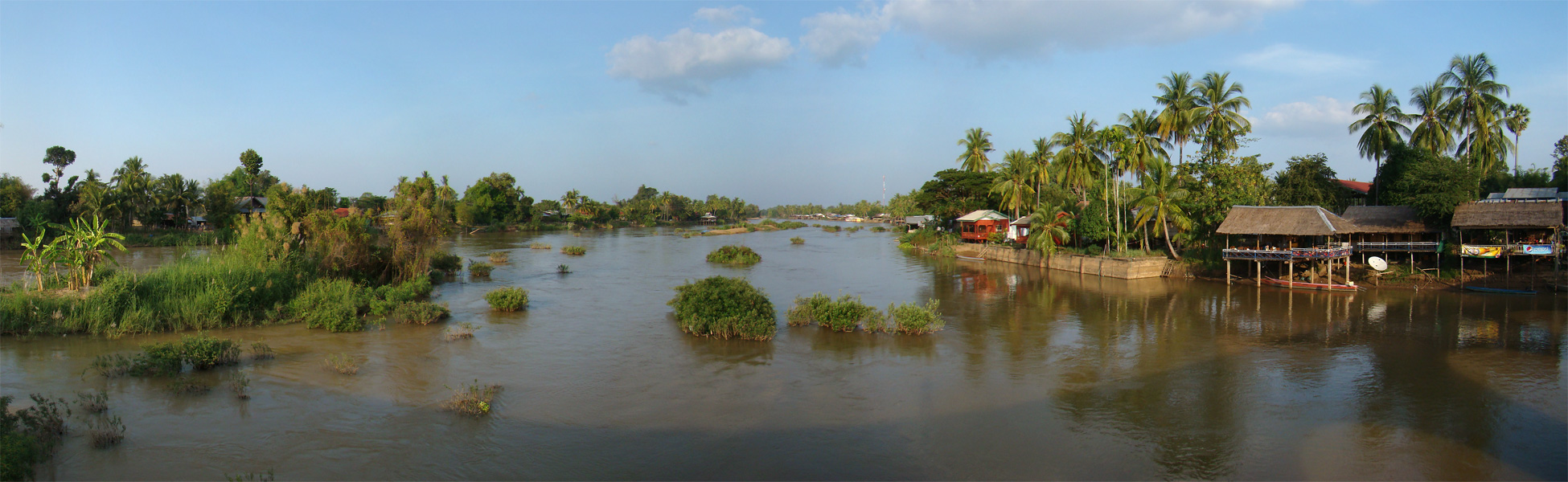